# Elecciones generales de Serbia de 1992
Las elecciones generales de Serbia se llevaron a cabo el día 20 de diciembre de 1992 como resultado de un referendo que aprobó realizarlas con dos años de anterioridad. Originalmente estaban planeadas para 1994.
Las elecciones fueron ganadas por Slobodan Milošević y el Partido Socialista de Serbia (SPS), que obtuvo 101 de los 250 escaños de la Asamblea Nacional. El SPS formó un gobierno con el Partido Radical Serbio (SRS) de Vojislav Šešelj. La elección presidencial estuvo marcada por un dominio total de los medios estatales por parte de Slobodan Miloševic con acusaciones de fraude electoral y manipulación. Milan Panić se negó a aceptar el resultado y declaró que creía que era el verdadero ganador de las elecciones.
El Partido Socialista de Slobodan Milošević resultó victorioso, obteniendo la mayoría simple y formando un gobierno con el Partido Radical Serbio de Vojislav Šešelj.

## Antecedentes
Slobodan Milošević era candidato del Partido Socialista de Serbia (SPS) y estaba respaldado únicamente por el Partido Radical Serbio (SRS) , este apoyo fue tibio y nunca se hizo oficial.
Milan Panić era un candidato independiente respaldado por el Movimiento Democrático de Serbia, coalición que abarcaba 6 partidos políticos: incluidos el Partido Democrático (DSS) y el Movimiento de Renovación Serbio (SPO). Las elecciones fueron boicoteadas por partidos políticos de etnia albanesa de Kosovo, que representaban alrededor del 17% de la población.

## Resultados

### Presidente
| Candidato                 | Partido                                  | Votos     | %      |
| ------------------------- | ---------------------------------------- | --------- | ------ |
| Slobodan Milošević        | Partido Socialista de Serbia (SPS)       | 2.515.047 | 53.24  |
| Milan Panić               | Movimiento Democrático de Serbia (DEPOS) | 1.516.693 | 32.11  |
| Milan Paroški             | Partido Pópular (NS)                     | 147,693   | 3.13   |
| Dragan Vasiljković        | Grupo de ciudadanos                      | 87,847    | 1.86   |
| Jezdimir Vasiljević       | Grupo de ciudadanos                      | 61,729    | 1.31   |
| Miroslav Milanović        | Grupo de ciudadanos                      | 28,010    | 0.59   |
| Blažo Perović             | Coalición por la Patria Democrática      | 20,326    | 0.43   |
|                           |                                          |           |        |
| Votos válidos             | Votos válidos                            | 4,377,345 |        |
| Votos nulos               | Votos nulos                              | 80,326    |        |
| Total                     | Total                                    | 4,457,671 | 100.00 |
| Registrados/Participación | Registrados/Participación                | 6,949,150 | 64.15  |

### Asamblea Nacional
| Partido                                                 | # de votos | %     | Escaños |
| ------------------------------------------------------- | ---------- | ----- | ------- |
| Partido Socialista de Serbia (SPS)                      | 1.359.086  | 28,77 | 101     |
| Partido Radical Serbio (SRS)                            | 1.066.765  | 22,58 | 73      |
| Movimiento Democrático de Serbia (DEPOS)                | 797.831    | 16,89 | 50      |
| Partido Demócrata (DS)                                  | 196.347    | 4.16  | 6       |
| Unión Democrática de los Húngaros de Voivodina (DVZM)   | 140.825    | 2,98  | 9       |
| Partido de los Campesinos de Serbia (SSS)               | 128.240    | 2,71  | 3       |
| Partido de la Reforma Democrática de Voivodina (KDR)    | 71.865     | 1,52  | 2       |
| Agrupación ciudadana de Željko Ražnatović               | 17.352     | 0,37  | 5       |
| Partido de Reforma Democrática de los Musulmanes (DRSM) | 6.336      | 0,13  | 1       |
| Otros                                                   | 663.903    | 14,00 | -       |
| Total                                                   | 4.723.711  | 69,72 | 250     |

Obtenidos de RTS.